# Sant Remai
Saint-Rémy-en-Rollat és un municipi francès, situat al departament de l'Alier i a la regió d'Alvèrnia-Roine-Alps. L'any 2007 tenia 1.583 habitants.

## Demografia

### Població
El 2007 la població de fet de Saint-Rémy-en-Rollat era de 1.583 persones. Hi havia 628 famílies de les quals 111 eren unipersonals (49 homes vivint sols i 62 dones vivint soles), 213 parelles sense fills, 242 parelles amb fills i 62 famílies monoparentals amb fills.
La població ha evolucionat segons el següent gràfic:
Habitants censats

### Habitatges
El 2007 hi havia 690 habitatges, 630 eren l'habitatge principal de la família, 33 eren segones residències i 27 estaven desocupats. 679 eren cases i 10 eren apartaments. Dels 630 habitatges principals, 551 estaven ocupats pels seus propietaris, 64 estaven llogats i ocupats pels llogaters i 15 estaven cedits a títol gratuït; 4 tenien una cambra, 23 en tenien dues, 77 en tenien tres, 223 en tenien quatre i 304 en tenien cinc o més. 541 habitatges disposaven pel capbaix d'una plaça de pàrquing. A 222 habitatges hi havia un automòbil i a 377 n'hi havia dos o més.

### Piràmide de població
La piràmide de població per edats i sexe el 2009 era:
| Homes | Edats   | Dones |
| ----- | ------- | ----- |
| 0     | 95 o +  | 0     |
| 4     | 90 a 94 | 0     |
| 0     | 85 a 89 | 16    |
| 12    | 80 a 84 | 4     |
| 28    | 75 a 79 | 36    |
| 20    | 70 a 74 | 32    |
| 48    | 65 a 69 | 28    |
| 48    | 60 a 64 | 32    |
| 48    | 55 a 59 | 40    |
| 72    | 50 a 54 | 44    |
| 60    | 45 a 49 | 52    |
| 56    | 40 a 44 | 64    |
| 68    | 35 a 39 | 52    |
| 44    | 30 a 34 | 52    |
| 48    | 25 a 29 | 44    |
| 44    | 20 a 24 | 32    |
| 48    | 15 a 19 | 48    |
| 52    | 10 a 14 | 24    |
| 52    | 5 a 9   | 40    |
| 40    | 0 a 4   | 36    |

## Economia
El 2007 la població en edat de treballar era de 1.041 persones, 769 eren actives i 272 eren inactives. De les 769 persones actives 715 estaven ocupades (388 homes i 327 dones) i 54 estaven aturades (19 homes i 35 dones). De les 272 persones inactives 109 estaven jubilades, 77 estaven estudiant i 86 estaven classificades com a «altres inactius».

### Ingressos
El 2009 a Saint-Rémy-en-Rollat hi havia 669 unitats fiscals que integraven 1.672 persones, la mediana anual d'ingressos fiscals per persona era de 18.443 €.

### Activitats econòmiques
Dels 57 establiments que hi havia el 2007, 1 era d'una empresa de fabricació de material elèctric, 1 d'una empresa de fabricació d'altres productes industrials, 17 d'empreses de construcció, 13 d'empreses de comerç i reparació d'automòbils, 7 d'empreses de transport, 3 d'empreses financeres, 1 d'una empresa immobiliària, 5 d'empreses de serveis, 4 d'entitats de l'administració pública i 5 d'empreses classificades com a «altres activitats de serveis».
Dels 18 establiments de servei als particulars que hi havia el 2009, 1 era una oficina de correu, 2 tallers de reparació d'automòbils i de material agrícola, 2 paletes, 2 guixaires pintors, 3 fusteries, 3 lampisteries, 3 electricistes i 2 perruqueries.
Dels 2 establiments comercials que hi havia el 2009, 1 era una botiga de menys de 120 m² i 1 una botiga de congelats.
L'any 2000 a Saint-Rémy-en-Rollat hi havia 21 explotacions agrícoles que ocupaven un total de 988 hectàrees.

## Equipaments sanitaris i escolars
L'únic equipament sanitari que hi havia el 2009 era una farmàcia.
El 2009 hi havia 1 escola maternal i 1 escola elemental.

## Poblacions més properes
El següent diagrama mostra les poblacions més properes.